# エマニュエル・ルベッソン
エマニュエル・ルベッソン (Emmanuel Lebesson、1988年4月24日 -) は、フランス・ニオール出身の卓球選手。左利き。

## 略歴
28歳で出場した2016年リオデジャネイロオリンピックの卓球競技では、シングルス1回戦でルーマニアのアドリアン・クリシャンに敗れた。
2016年10月のヨーロッパ卓球選手権の決勝では、同じフランスのシモン・ゴーズィを破って初優勝。
2020年東京オリンピックの卓球競技でもゴーズィと共にシングルスの出場選手に選ばれた。

## 主な戦績
2008年
- ITTFプロツアーグランドファイナル 男子ダブルス 3位（アドリアン・マテネペア）

2009年
- ITTFプロツアーグランドファイナル 男子ダブルス 3位（アドリアン・マテネペア）

2016年
- ヨーロッパ卓球選手権 男子シングルス 優勝

2021年
- ヨーロッパトップ16 男子シングルス 3位